# Nedzingė
Nedzingė (ryska: Нядинге) är en ort i Litauen. Den ligger i den södra delen av landet, 80 km sydväst om huvudstaden Vilnius. Nedzingė ligger 124 meter över havet och antalet invånare är 288.
Terrängen runt Nedzingė är platt. Runt Nedzingė är det glesbefolkat, med 13 invånare per kvadratkilometer. Närmaste större samhälle är Varėna, 15,6 km öster om Nedzingė. I omgivningarna runt Nedzingė växer i huvudsak blandskog.